# 노벰버 맨
《노벰버 맨》(영어: The November Man)은 2014년 공개된 미국의 첩보 액션 스릴러 영화이다.

## 줄거리
2013년 전 중앙정보국(CIA) 요원 피터 데버로는 옛 상사의 요청으로 러시아 대통령 당선자의 보좌관을 빼내는 임무를 수행하게 된다. 이 보좌관은 한때 피터와 연인 사이이기도 했던 인물로, 부패한 대통령 당선자의 제2차 체첸 전쟁 범죄 증거를 쥐고 있다.  
따로 움직이는 다른 CIA 팀에 속한 옛 제자 데이비드가 보좌관을 사살하지만, 보좌관은 사망 전에 피터를 다른 증인에게로 이끈다. 이 증인은 대통령 당선자가 러시아 육군 건물에 폭탄을 터트리고 이를 빌미로 체첸을 공격해 유전을 빼앗으려고 음모를 꾸미는 걸 엿들었으며, 여기엔 CIA도 관여돼있다.  

## 출연
- 피어스 브로스넌 - 피터 데버로 역
- 루크 브레이시 - 데이비드 메이슨 역
- 올가 쿠릴렌코 - 앨리스 포니에이 / 미라 필리포바 역
- 일라이자 테일러 - 세라 역
- 캐터리나 스코소네이 - 실리아 역
- 빌 스미트러비치 - 존 핸리 역
- 윌 패튼 - 페리 와인스틴 역
- 아밀라 테르지메히치 - 알렉사 역
- 라자르 리스톱스키 - 아르카디 표도로프 육군 장군 역
- 메디하 무슬료비치 - 나탈리야 울라노바 역
- 아키에 코타베 - 마이어스 역
- 패트릭 케네디 - 에드거 심프슨 역
- 밀로시 티모티예비치 - 표도로프의 참모 역
- 드라간 마린코비치 - 세묜 데니소프 역
- 벤 윌런스 - 존스 요원 역